# Atticus Mitchell
Atticus Dean Mitchell (Toronto, 16 mei 1993) is een Canadees acteur die het meest bekend is van de Canadese film My Babysitter's a Vampire en de serie die volgde na de film. Hij speelde hierin de rol van de Spellmaster Benny Weir.

## Biografie
Mitchell heeft zijn middelbare school doorlopen aan de Malvern Collegiate Institute in Toronto. Hij is van plan om zijn studie te vervolgen aan de Ryerson University in Toronto.
Mitchell is naast het acteren en studeren ook actief als drummer in een band (Fishwives) en treedt op in lokale cafés.

## Filmografie
| Jaar      | Titel                     | Rol               | Notes            |
| --------- | ------------------------- | ----------------- | ---------------- |
| 2009      | How to Be Indie           | Carlos Martinelli | terugkerende rol |
| 2010      | Living in Your Car        | Teenage Boy       | figurant         |
| 2011–2012 | My Babysitter's a Vampire | Benny Weir        | hoofdrol         |
| 2013      | Hard Rock Medical         | Caleb             | gastacteur       |

| Jaar | Titel                     | Rol     | Notes    |
| ---- | ------------------------- | ------- | -------- |
| 2010 | My Babysitter's a Vampire | Benny   | hoofdrol |
| 2012 | Radio Rebel               | Gabe    | hoofdrol |
| 2012 | Where Do We Go From Here  | Elliot  | hoofdrol |
| 2013 | The Colony                | Graydon | hoofdrol |

- International Standard Name Identifier: 0000 0003 8145 8795
- Library of Congress Control Number: no2012086292
- Virtual International Authority File: 261000206
- WorldCat: E39PBJjCTWKWBvgC9fJJyQbPQq